# Хліпічень (комуна)
Хліпічень, Хліпічені (рум. Hlipiceni) — комуна у повіті Ботошані в Румунії. До складу комуни входять такі села (дані про населення за 2002 рік):
- Вікторія (1454 особи)
- Драгаліна (449 осіб)
- Хліпічень (1860 осіб)

Комуна розташована на відстані 360 км на північ від Бухареста, 41 км на південний схід від Ботошань, 57 км на північний захід від Ясс.

## Населення
За даними перепису населення 2002 року у комуні проживали 3763 особи.
Національний склад населення комуни:
| Національність   | Кількість осіб | Відсоток |
| ---------------- | -------------- | -------- |
| румуни           | 3712           | 98,6%    |
| цигани           | 49             | 1,3%     |
| угорці           | 1              | < 0,1%   |
| росіяни-липовани | 1              | < 0,1%   |

Рідною мовою назвали:
| Мова      | Кількість осіб | Відсоток |
| --------- | -------------- | -------- |
| румунська | 3739           | 99,4%    |
| циганська | 24             | 0,6%     |

Склад населення комуни за віросповіданням:
| Релігія            | Кількість осіб | Відсоток |
| ------------------ | -------------- | -------- |
| православні        | 3567           | 94,8%    |
| п'ятдесятники      | 156            | 4,1%     |
| баптисти           | 30             | 0,8%     |
| адвентисти         | 8              | 0,2%     |
| лютерани           | 1              | < 0,1%   |
| не вказали релігію | 1              | < 0,1%   |